# Cixius velox
Cixius velox är en insektsart som beskrevs av Matsumura 1914. Cixius velox ingår i släktet Cixius och familjen kilstritar. Inga underarter finns listade i Catalogue of Life.